# D'Sound

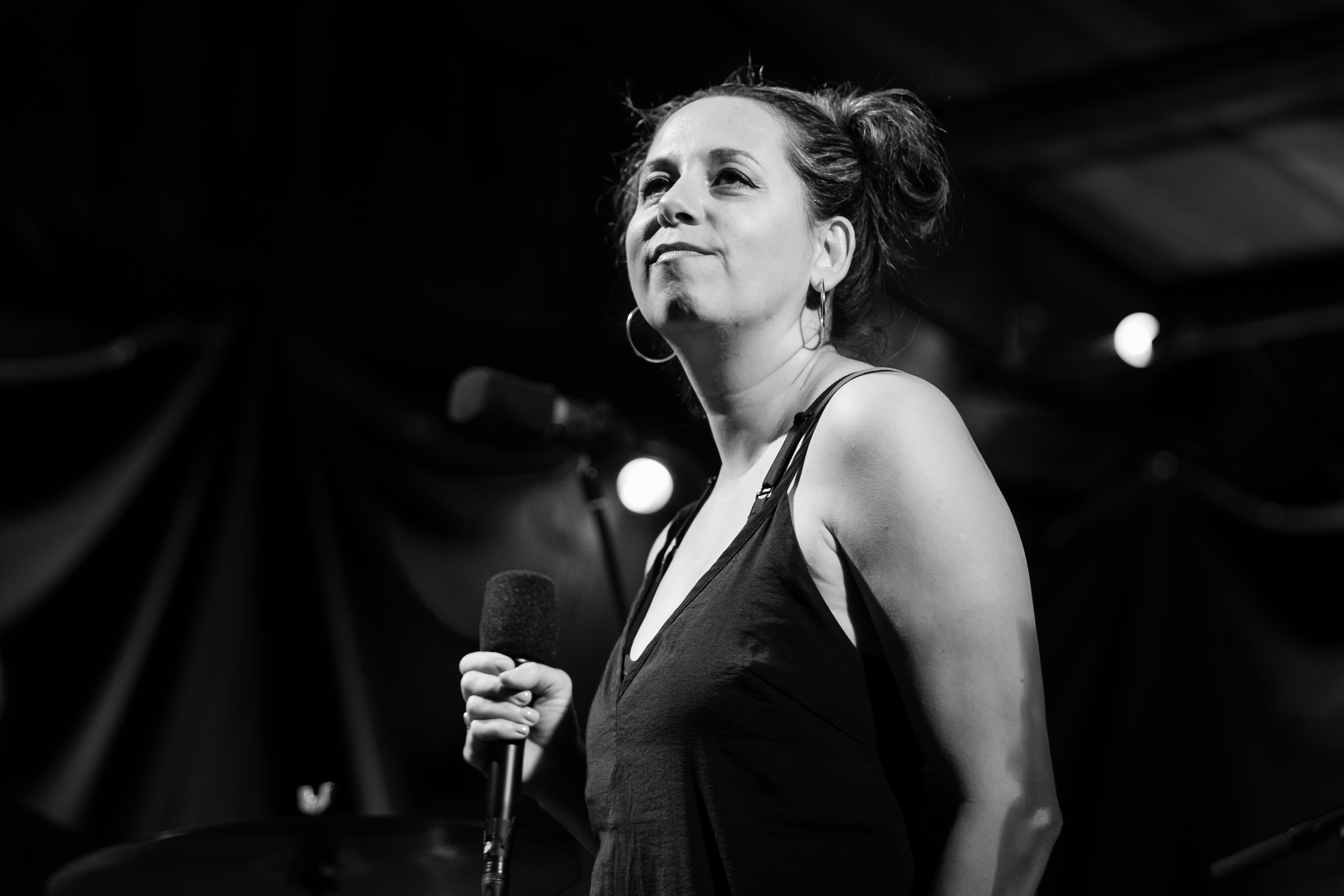
D'Sound

D'Sound est un groupe norvégien de pop composé de Simone Larsen (chant et guitare) et Jonny Sjo (guitare basse). Le groupe s'est formé en 1993 avec le batteur Kim Ofstad comme troisième membre.

## Histoire
Le groupe s'est produit pour la première fois en public au cours du festival Oslo Rockfestival en 1994. Le groupe s'est attaché les services du producteur Domenica Phillips. En 1997, ils sortent leur premier album Spice of Life. Le groupe a remporté le Spellemannprisen en 1998 dans la catégorie "groupe de pop" classe pour leur album Beauty is a Blessing. Leurs deux albums suivants leur ont valu d'être nommé pour le Spellemannprisen. En 2010, Kim Ofstad quitte le groupe, Larsen et Sjo décident de continuer en duo. Mais Ofstad a contribué à l'album Starts and Ends avant de partir.

## Discographie

### Albums
- Real Name (1996)
- Spice of Life, 1997 (Polydor)
- Beauty is a Blessing, 1998 (Polydor)
- Talkin' Talk 2001 (Virgin)
- Doublehearted 2003 (daWorks)
- Smooth Escapes – The Very Best of D'Sound- 2004 (daWorks)
- My Today 2005 (daWorks)
- My Today – International Edition 2006 (daWorks)
- Good Together 2008 (Singel)
- My Today 2009 (daWorks)
- Doublehearted 2009 (daWorks)
- Starts and Ends 2010 (Mountain Musi
- Signs 2014 (Sony Music)
- Unicorn 2019 (daWorks)
- 25 2022 (daWorks)

### Singles
- 1996: Real Name
- 1996: All I Wanna Do
- 1998: Ain’t Giving Up
- 1998: Down On The Street
- 1999: Disco Ironic
- 2001: Talkin’ Talk
- 2001: Sing My Name
- 2002: Do I Need A Reason
- 2003: I Just Can’t Wait
- 2003: Breathe In, Breathe Out
- 2003: I Give Myself Away
- 2003: Romjulsdrøm (avec Kringkastingsorkestret)
- 2004: If You Get Scared
- 2005: Universally
- 2005: Green Eyes
- 2005: Feel Again
- 2013: Lose Control
- 2014: Love Like Rain
- 2015: Dance with Me
- 2017: If You Don't Know
- 2017: Only One
- 2018: It's Just Me
- 2018: Join Me in My Head
- 2018: Lykkelig (featuring Armi Millare)
- 2019: Mr. Unicorn
- 2019: This Island is Mine
- 2019: Somewhere in Between (featuring Armi Millare)
- 2019: Aftershock
- 2020: Good Intentions
- 2021: Save Some (with Macy Gray)
- 2021: Necessary Love (with Shontelle)
- 2021: Good Nature (with Pher and Cory Henry)
- 2021: Run for Cover (with Armi Millare)
- 2021: Flashback

## Vidéographie

### Clips
- 1998 : Down On The Street, tiré de Beauty Is A Blessing, dirigé par Patric Ullaeus